# Selección femenina de fútbol a ciegas de Argentina
La selección femenina de fútbol a ciegas de Argentina, más conocida como Las Murciélagas, es la selección femenina representativa de Argentina de fútbol 5, en su modalidad adaptada para personas ciegas o con deficiencias visuales, conocido como fútbol a ciegas. Representa a la Argentina en los Juegos Mundiales IBSA organizados por la Federación Internacional de Deportes para Ciegos (IBSA).

## Historia
La selección femenina de fútbol a ciegas Las Murciélagas fue creada en 2019 por la Federación Argentina de Deportes para Ciegos (FADeC) y el apoyo del Centro Nacional de Alto Rendimiento Deportivo (CeNARD), con el objetivo de participar de la Copa Mundial programada para ser realizada en Nigeria en 2020, que finalmente sería suspendida debido a la pandemia de Covid. La selección se formó sobre la base de la liga de clubes de fútbol femenino a ciegas, iniciada en 2016 a partir de los tres equipos fundadores del futbol femenino a ciegas en Argentina: Las Romanas de Buenos Aires, Las Estrellas de Salta y Las Guerreras de Córdoba.
En noviembre de 2021 Las Murciélagas disputaron sus primeros dos partidos oficiales contra la selección de Colombia, a la que vencieron en ambas oportunidades, adjudicándose la Copa Latinoaméricana.
Casi sin competencia internacional, en agosto de 2023, Las Murciélagas participaron del primer torneo de nivel mundial del fútbol a ciegas femenino en los Juegos Mundiales IBSA, consagrándose campeonas, luego de vencer 2-1 a Japón en la final. Las Murciélagas ganaron cuatro partidos, empataron uno y no perdieron ninguno, marcando 12 goles y recibiendo solo un gol en contra, precisamente el sufrido en la final.
El equipo estuvo integrado por Melody Azul Álvarez, Florencia Belén Massenzana,  Gracia Sosa Barreneche, Micaela Segovia (arquera), Yohana Aguilar, Melisa Alejandra Flores (arquera), Elena Iris Quinteros, María Constanza Carrizo, Agustina Medina Páez y Guillermina Corrales La dirección técnica recayó en Gonzalo Abbas, el guía del equipo es Santiago Jugo y la preparadora física Sofía Sosa

### Juegos Mundiales para Ciegos (IBSA)

#### Medalla de oro en 2023 (Birmingham)
La selección argentina obtuvo la medalla de oro en la competencia de fútbol 5 en los Juegos Mundiales IBSA a Ciegos realizado en Birmingham en 2023. 
El equipo estuvo integrado por Melody Azul Álvarez, Florencia Belén Massenzana,  Gracia Sosa Barreneche, Micaela Segovia (arquera), Yohana Aguilar, Melisa Alejandra Flores (arquera), Elena Iris Quinteros, María Constanza Carrizo, Agustina Medina Páez y Guillermina Corrales. La dirección técnica recayó en Gonzalo Abbas, con la asistencia de Sofía Noemí Sosa y Santiago Andrés Jugo como Guía y Ayudante Técnico.
Las Murciélagas ganaron su grupo con 7 puntos, luego de vencer a Alemania (3-0), a India (4-0) y empatar con Austria (0-0). En la semifinal Argentina batió a Suecia 3-0.
La final la disputó contra la selección de Japón, que llegaba como favorita luego de ganar todos sus partidos. Argentina se vio en desventaja cuando las japonesas anotaron un gol antes de terminar el primer tiempo. En el segundo tiempo, cuando faltaba un poco más de 11 minutos de juego, Las Murciélagas lograron empatar por medio de un gran jugada de Yohana Aguilar luego de gambetear a varias defensoras y definir de zurda para vencer a la arquera. Faltando solo un minuto de juego, Aguilar es derribada dentro del área y la árbitra marcó penal. La propia Aguilar realizó el tiro en forma esquinada; la pelota rebotó en el poste izquierdo de la arquera que no pudo alcanzarla, para luego pegar en su espalda y meterse en el arco. 
Gracia Sosa, la capitana, fue elegida como la jugadora más valiosa de la final. Yohana Aguilar fue la goleadora del torneo con 7 goles. Las arqueras Micaela Segovia y Melisa Flores tuvieron la valla menos vencida con un solo gol en contra. 
| Fútbol 5 Varones | Fútbol 5 Varones | Fútbol 5 Varones | Fútbol 5 Varones | Fútbol 5 Varones |
|                  | País             |                  |                  |                  |
| ---------------- | ---------------- | ---------------- | ---------------- | ---------------- |
| 1                | Argentina        |                  |                  |                  |
| 2                | Japón            |                  |                  |                  |
| 3                | Suecia           |                  |                  |                  |
| Fuente: IBSA     |                  |                  |                  |                  |

## Estadísticas

### Campeonato Mundial
| Edición         | Resultado | Posición | PJ | PG | PE | PP | GF | GC | Dif. | Pts. | Rend.  |
| --------------- | --------- | -------- | -- | -- | -- | -- | -- | -- | ---- | ---- | ------ |
| Birmingham 2023 | Campeón   | 1°       | 5  | 4  | 1  | 0  | 12 | 1  | +11  | 13   | 86,66% |

## Palmarés

### Títulos
| Competición             | Campeón  | Subcampeón | Tercer puesto |
| ----------------------- | -------- | ---------- | ------------- |
| Campeonato Mundial IBSA | 1 (2023) | -          | -             |